# Editio princeps
Editio princeps (latinsko editio – objavljanje, izdaja, objava, princeps – princ, vodja, prvi) je princip znanstvenokritičnega izdajanja.
Editio princeps lahko pomeni:
- prvo (natisnjeno) izdajo in prvo objavo dela
- avtograf ali rokopis (redkeje)
- prve izdaje antičnih klasikov v renesansi
- v dobi tiska prvo knjižno objavo dela, praviloma leposlovnega, za katero je poskrbel pisatelj sam
- princip izbire teksta za kritično izdajo, kjer ima prednost prvi natis (nem. Fassung früher Hand), ne pa t. i. redakcija zadnje roke (nem. Fassung letzter Hand)
- določbo zakona o avtorskih pravicah, posebne pravice, ki izhajajo iz prve objave postumno izdanih del

Prva izdaja je pomembna za filologijo, za avtentično ponatiskovanje, kot zbirateljski predmet za bibliofile in v sodni praksi. Posebej iskane so prve izdaje slavnih del, npr. publikacije Nobelovih nagrajencev ali znanih znanstvenikov.
Prvo izdajo je treba razlikovati od prvega natisa. Pri prvem natisu se neko tiskano delo prvič pojavi pri neki založbi. Tako se lahko še danes pojavijo dela J. W. von Goetheja v prvem natisu določenega založnika, vendar ne več kot prva izdaja.
Za editio princeps je pomembna določba, ki je bila leta 1965 sprejeta v nemško in leta 1993 enotno v evropsko avtorsko pravo.
Prva objava je pomembna z vidika avtorja, ker predstavlja tisto verzijo v procesu nastajanja, ki se mu zdi vredna objave. Problematične so prve objave, na katere so vplivala mnenja ali posegi drugih oseb, tj. založnika, izdajatelja, tiskarja, cenzorja, saj lahko okrnejo avtorjev namen, če s tem ni seznanjen oz. jih ne odobrava. Kljub temu se te variante upoštevajo pri vprašanju o zgodovinskem vplivu, saj se učinkovanje in razprave med ljubitelji literature začnejo s prvo objavo.
Literarnovedno oz. filološko-bibliografsko-uredniško je smiselno razlikovati med editio princeps in redakcijo zadnje roke le v zvezi z obdobjem, ko obstaja stavec kot oseba v produkciji, ki postavi besedilo. Z razvojem tehnologije se je njegov pomen zmanjševal in danes so pisci skoraj povsem sami svoji stavci. 
Primeri:
- Nemški pisatelj Ch. M. Wieland je kot napreden urednik lastnih del v svoji redakciji zadnje roke objavil prečiščeno verzijo besedil, v dodatku pa še mladostno, ki ustreza editio princeps.
- F. S. Finžgar je roman Pod svobodnim soncem najprej objavil v reviji. Knjižna izdaja, tj. editio princeps, je imela spremenjen konec. Za življenja je s pomočjo F. Koblarja pripravil več izdaj svojih zbranih del, ki so vključevala tudi ta roman. Danes smo v dilemi, katero verzijo ponatisniti.
- Editio princeps del Prežihovega Voranca, ki so izšla pred 2. svetovno vojno, vsebuje precejšnje uredniške posege, s katerimi se avtor ni vedno strinjal, vendar je nanje težko vplival, ker je bil politični begunec.
- Princip editio princeps je delno uresničen v pesniškem opusu Alojza Gradnika v Zbranih delih slovenskih pesnikov in pisateljev. Za kritično izdajo so bile izbrane pesemske variante iz prve objavljene pesniške zbirke, ne pa rokopisne variante, morebitni predhodni natisi v periodiki ali v poznejših izborih, ki jih je pripravil sam avtor.
- Mnoga pomembna dela slovenske književnosti iz druge polovice 19. stoletja so izšla v revijah, v knjižni obliki pa s precejšnjim zamikom ali šele po pisateljevi smrti. Literarni zgodovinarji v tem primeru preučujejo učinke objav v revijah.